# Pama (Burkina Faso)
Pama is een stad in Burkina Faso en is de hoofdplaats van de provincie Kompienga.
Pama telt naar schatting 8000 inwoners.